# Rönnvikssjön
Rönnvikssjön är en våtmark, tidigare sjö, i Heby kommun i Uppland och ingår i Tämnaråns huvudavrinningsområde. Sjön har en area på 0,118 kvadratkilometer och ligger 57 meter över havet. Sjön avvattnas av vattendraget Huddungeån (längre söderut kallad Vretaån och Harboån).

## Delavrinningsområde
Rönnvikssjön ingår i det delavrinningsområde (665793-156388) som SMHI kallar för Ovan Sågbäcken. Medelhöjden är 64 meter över havet och ytan är 51,41 kvadratkilometer. Det finns inga avrinningsområden uppströms utan avrinningsområdet är högsta punkten. Avrinningsområdets utflöde Tämnarån (Vretaån) mynnar i havet. Avrinningsområdet består mestadels av skog (61 procent) och jordbruk (23 procent). Avrinningsområdet har 0,12 kvadratkilometer vattenytor vilket ger det en sjöprocent på 0,2 procent.